# Sıddık Sami Onar
Sıddık Sami Onar (* 11. November 1898 in Istanbul; † 9. August 1972 ebenda) war ein türkischer Staats- und Verwaltungsrechtler und der erste gewählte Rektor der Universität Istanbul.

## Leben
Onar stammte aus einer Familie, die 1492 vor der Spanischen Inquisition ins Osmanische Reich floh und sich in Thessaloniki niederließ (siehe auch: Sephardim, Dönme).
Er besuchte das renommierte Vefa-Gymnasium und schloss danach sein Studium der Rechtswissenschaften an der Universität Istanbul ab. Er war unter anderem als Handelsrichter in Istanbul und als Dozent sowie Lehrer an der Mekteb-i Mülkiye und am Galatasaray-Gymnasium in Istanbul tätig.
Nach der Hochschulreform von 1933 wurde er an die Universität Istanbul als Professor für Verwaltungsrecht berufen und ein Jahr später Lehrstuhlinhaber (Ordinarius). Er war zwei Mal Leiter der juristischen Fakultät und wurde später zum Rektor gewählt. Dieses Amt bekleidete er zunächst bis 1949, wurde 1959 erneut gewählt, trat aber als Reaktion auf die Entlassung von 147 Professoren zurück. Schließlich wurde er ein drittes Mal zum Rektor gewählt und war bis 1963 im Amt. 1948 verlieh ihm die Universität Toulouse den Ehrendoktortitel. 
Nach dem Staatsstreich vom 27. Mai 1960 wurde er vom Komitee der Nationalen Einheit noch am selben Tag nach Ankara gerufen um einer Kommission vorzustehen, welche die Grundprinzipien einer neuen Verfassung ausarbeiten sollte. Dieser Ausschuss erhielt den Namen Onar-Kommission. Die neue Verfassung trat am 20. Juli 1961 in Kraft.
1972 verlieh ihm der italienische Staatspräsident den Verdienstorden der Italienischen Republik.
In Istanbul ist heute die Professor-Sıddık-Sami-Onar-Straße im Stadtteil Eminönü nach ihm benannt.

## Schriften
- İdare Hukukunun Umumî Esasları (Die allgemeinen Grundsätze des Verwaltungsrechts), 3. Auflage, İstanbul 1966.

| Personendaten    | Personendaten                                                                                |
| ---------------- | -------------------------------------------------------------------------------------------- |
| NAME             | Onar, Sıddık Sami                                                                            |
| KURZBESCHREIBUNG | türkischer Staats- und Verwaltungsrechtler, erster gewählter Rektor der Universität Istanbul |
| GEBURTSDATUM     | 11. November 1898                                                                            |
| GEBURTSORT       | Istanbul                                                                                     |
| STERBEDATUM      | 9. August 1972                                                                               |
| STERBEORT        | Istanbul                                                                                     |